# صماخ أنفي علوي

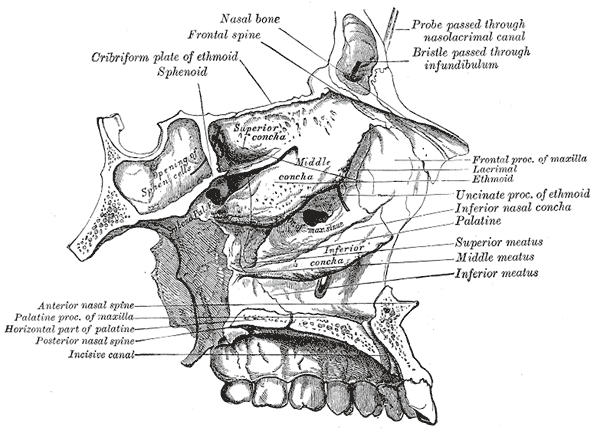
صماخ أنفي علوي

الصماخ الأنفي العلوي هو الفسحة الواقعة بين المحارة الأنفية العلوية والمحارة الأنفية الوسطى. يتلقى الصماخ العلوي فتحات الخلايا الغربالية الخلفية، كما تنفتح عليه الثقبة الوتدية الحنكية.